# Hartlepool United Football Club 2013-2014
Questa voce raccoglie le informazioni riguardanti l'Hartlepool United Football Club nelle competizioni ufficiali della stagione 2013-2014.

## Rosa
| N. |                        | Ruolo | Calciatore      |
| -- | ---------------------- | ----- | --------------- |
| 1  | Inghilterra (bandiera) | P     | Scott Flinders  |
| 2  | Inghilterra (bandiera) | D     | Neil Austin     |
| 4  | Inghilterra (bandiera) | C     | Mattew Dolan    |
| 5  | Inghilterra (bandiera) | D     | Sam Collins     |
| 6  | Inghilterra (bandiera) | D     | Jack Baldwin    |
| 7  | Inghilterra (bandiera) | C     | Jonathan Franks |
| 8  | Inghilterra (bandiera) | C     | Simon Walton    |
| 10 | Inghilterra (bandiera) | A     | James Poole     |
| 11 | Inghilterra (bandiera) | C     | Andy Monkhouse  |
| 13 | Inghilterra (bandiera) | P     | Andy Rafferty   |
| 14 | Inghilterra (bandiera) | C     | Jack Compton    |
| 15 | Inghilterra (bandiera) | C     | Antony Sweeney  |
| 16 | Inghilterra (bandiera) | D     | Josh Rowbotham  |

| N. |                        | Ruolo | Calciatore        |
| -- | ---------------------- | ----- | ----------------- |
| 17 | Inghilterra (bandiera) | C     | Greg Rutherford   |
| 19 | Inghilterra (bandiera) | C     | Jordan Richards   |
| 20 | Inghilterra (bandiera) | D     | Dan Jones         |
| 21 | Inghilterra (bandiera) | D     | Michael Duckworth |
| 22 | Inghilterra (bandiera) | D     | Darren Holden     |
| 23 | Inghilterra (bandiera) | A     | Nialle Rodney     |
| 28 | Inghilterra (bandiera) | C     | Lewis Hawkins     |
| 32 | Scozia (bandiera)      | P     | Mark Foden        |
| 33 | Inghilterra (bandiera) | A     | Luke James        |
| 35 | Inghilterra (bandiera) | D     | Christian Burgess |
| 37 | Inghilterra (bandiera) | C     | Zak Boagey        |
| 38 | Inghilterra (bandiera) | C     | Brad Walker       |
| 39 | Scozia (bandiera)      | A     | Steve Howard      |